# Monnières (Jura)
Monnières é uma comuna francesa na região administrativa de Borgonha-Franco-Condado, no departamento de Jura. Estende-se por uma área de 2,06 km². Em 2010 a comuna tinha 430 habitantes (densidade: 208,7 hab./km²).